# Лилья, Андреас
Андреас Лилья (англ. Andreas Lilja; род. 13 июля 1975, Хельсингборг, Швеция) — профессиональный шведский хоккеист, защитник. Обладатель Кубка Стэнли 2008 года в составе «Детройт Ред Уингз». В настоящее время выступает за команду «Рёгле БК».
В 2000 году был выбран на драфте НХЛ во 2-м раунде под общим 54-м номером командой «Лос-Анджелес Кингз».
После завершения карьеры входил в тренерские штабы шведских клубов. Ныне работает ассистентом в сборной Дании.

## Статистика

### Клубная карьера
Последнее обновление: 9 марта 2012 года
```
                                      --- Regular Season ---  ---- Playoffs ----
Season   Team                  Lge    GP    G    A  Pts  PIM  GP   G   A Pts PIM
---------------------------------------------------------------------------------
1994-95  Malmo IF              SEL     4    0    0    0    2  --  --  --  --  --
1995-96  Malmo IF              SEL    40    1    5    6   63   5   0   1   1   2
1996-97  Malmo IF              SEL    47    1    0    1   24   4   0   0   0  10
1997-98  Malmo IF              SEL    10    0    0    0    0
1998-99  Malmo IF              SEL    41    0    3    3   44   1   0   0   0   4
1999-00  Malmo IF              SEL    49    8   11   19   88
2000-01  Los Angeles Kings     NHL     2    0    0    0    4   1   0   0   0   0
2000-01  Lowell Lock Monsters  AHL    61    7   29   36  149   4   0   6   6   6
2001-02  Los Angeles Kings     NHL    26    1    4    5   22   5   0   0   0   6
2001-02  Manchester Monarchs   AHL     4    0    1    1    4  --  --  --  --  --
2002-03  Los Angeles Kings     NHL    17    0    3    3   14  --  --  --  --  --
2002-03  Florida Panthers      NHL    56    4    8   12   56  --  --  --  --  --
2003-04  Florida Panthers      NHL    79    3    4    7   90  --  --  --  --  --
2004-05  Mora IK               SEL    44    3    8   11   67  --  --  --  --  --
2004-05  Ambri-Piotta          Swiss  --   --   --   --   --   5   0   2   2   6
2005-06  Detroit Red Wings     NHL    82    2   13   15   98   6   0   1   1   6
2006-07  Detroit Red Wings     NHL    57    0    5    5   54  18   1   0   1  10
2007-08  Detroit Red Wings     NHL    79    2   10   12   93  12   0   1   1  16
2008-09  Detroit Red Wings     NHL    60    2   11   13   66  --  --  --  --  --
2009-10  Detroit Red Wings     NHL    20    1    1    2    4  11   0   0   0  14
2009-10  Grand Rapids Griffins AHL     4    0    0    0    6  --  --  --  --  --
2010-11  Anaheim Ducks         NHL    52    1    6    7   28   3   0   0   0   0
2011-12  Adirondack Phantoms   AHL     1    0    0    0    0
2011-12  Philadelphia Flyers   NHL    36    0    3    3   28
---------------------------------------------------------------------------------
         NHL Totals                  566   16   68   84  557  56   1   2   3  52

```